# Pintsch
Pintsch (luxembourgeois : Pënsch) est une section de la commune luxembourgeoise de Kiischpelt située dans le canton de Wiltz.

## Patrimoine
En 1954, les travaux de déblaiement et de reconstruction de l'église ont permis de découvrir une fresque dans la sacristie, au-dessus d'une fenêtre gothique. Datée de la fin du XVe ou du début du XVIe siècle, elle représente deux personnages assis les bras tendus, les mains ouvertes. Les contours des figures et les chevelures sont tracés en gris. La robe du personnage de gauche, à larges plis stylisés, est de teinte verte ; elle comporte une ceinture bleue enveloppant les hanches. L'autre personnage porte une robe jaune et une écharpe noire. 